# 아케메네스 제국의 구역
헤로도투스는 아케메네스 제국을 20구역으로 나누었다.

## 제1 구역
1구역은 이오니아, 마그네시아, 아에올리아, 카리아, 리키아, 밀리아와 팜필리아를 포함한다.

## 제2 구역
2구역은 미시아, 리디아, 라소니아, 카발리아와 히테니아를 포함한다.

## 제3 구역
제3구역은 헬레스폰트, 프리기아, 소아시아, 파플라고니아, 미란디니아와 시리아의 데모그래픽스의 남부 해안을 포함한다.

## 제4 구역
4 구역은 킬리키아를 포함한다.

## 제5 구역
이 구역 성경에는 아바 나하라이며 도시 포시디움에서 이집트까지이며 아라비아 영토는 제외한다. 시리아, 주데아와 키프로스의 일부를 포함한다.

## 제6 구역
이 구역은 이집트와 키레네와 바르카를 경계로 하는 리비아를 포함한다.

## 제7 구역
이 구역은 아타기디아, 간다리아, 다디캐와 아파리태를 포함한다.

## 제8 구역
이구역은 수사와 키시아의 나머지로 구성된다.

## 제9 구역
이 구역은 바빌론과 아시리아를 포함한다.

## 제10 구역
이 구역은 엑바타나와 메디아의 나머지를 포함한다. 또 파리카니아와 오르토코리반테스도 포함한다.

## 제11 구역
이 구역은 카스피아, 파우시캐, 판티마티와 다리태를 포함한다.

## 제12 구역
이 구역은 박트리아와 에글리까지의 인접 백성들로 구성된다.

## 제13 구역
이 구역은 팍티이카, 아르메니아와 흑해까지의 백성들을 포함한다.

## 제14 구역
사가르티아, 사란기아, 타마나에아, 우티아, 미키와 페르시아만의 섬 주민들을 포함한다.

## 제15 구역
이 구역은 사카에와 카스피아로 구성된다.

## 제16 구역
파르티아, 초라스미아, 소그디아와 아리아로 구성된다.
asdadqwdwd

## 제17 구역
파리카니아, 에티오피아를 포함한다.

## 제18 구역
마티에니아, 사스피레스, 알라로디아를 포함한다.

## 제19 구역
모스키, 티바레니, 마크로네스, 모시노에키와 마레스를 포함한다.

## 제 20 구역
20 구역은 인도인들이 거주한다.